# Dysoxylum dumosum
Dysoxylum dumosum är en tvåhjärtbladig växtart som beskrevs av George King. Dysoxylum dumosum ingår i släktet Dysoxylum och familjen Meliaceae. Inga underarter finns listade i Catalogue of Life.